# Jacques Brodin
Jacques Brodin (Les Andelys, 1946. december 22. – Rouen, 2015. október 1.) világbajnok, olimpiai bronzérmes francia párbajtőrvívó, Claude Brodin olimpiai és világbajnoki bronzérmes párbajtőrvívó öccse.